# 封泥

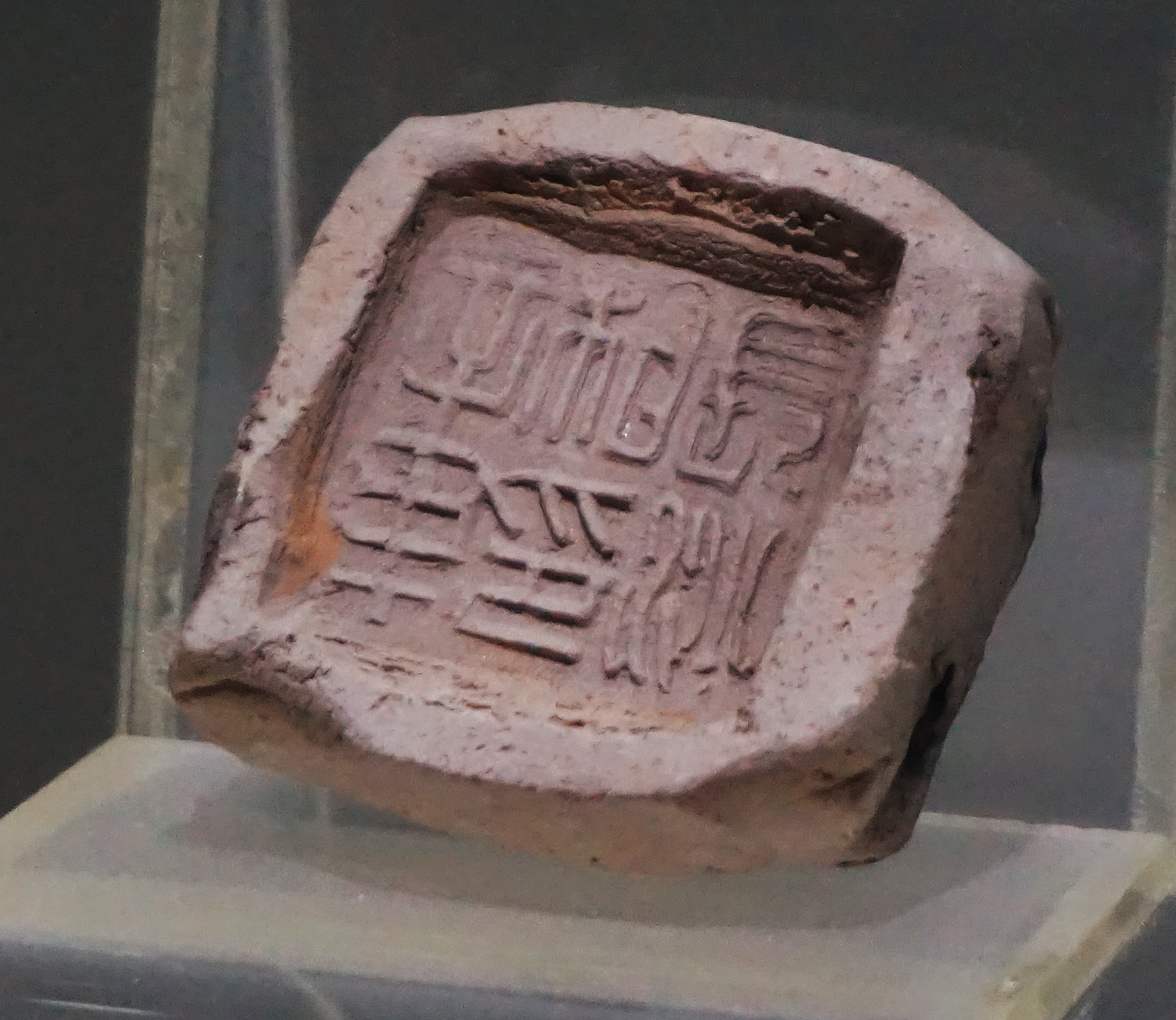
漢代の「長沙相印章」の封泥

封泥（ふうでい）とは、古代の西アジアや中国において、重要物品を入れた容器や公的内容を記した木簡・竹簡の束を封緘するとともに、責任の所在を示す証明として用いられた粘土の塊のこと。多くは、封緘・保管・輸送の担当責任者を示す、記号や文字が刻まれたり、印璽が捺されている。中国のものは印章と同様に蒐集・鑑賞され、篆刻の参考資料として研究されている。

## 概要

### 西アジアの封泥
西アジアの封泥はシュメール文明にさかのぼることができる。紀元前5000年頃から使用例が見られるほか、紀元前3000年頃にはシュメール文明で板ではなく粘土玉により封泥を使用している。詳細はブッラを参照のこと。
この時期の封泥は、交易品など重要物品の容器にかぶせた布や皮を封緘するためと、その内容と発送者の証明書に用いられた。内容物の品目を示し、責任を明らかにするとともに、中身の改変を防ぐためである。いずれにせよ封緘力が極めて強く、破壊しなければ開けられない=開けられたか否かが一目瞭然となる封泥は、その中身を保護・保存する目的には最適であったといえよう。
封泥で封緘を行った後は、封緘・保管に関する責任の所在を明らかにするため、必ず封緘した者を示す文字や記号が書き込まれた。後に印章の使用が一般化すると印が押捺されるようになっていく。
シュメルやアッカドの封泥はローマやギリシャなどにも影響を与え、楔形文字や筆記媒体としての粘土板の発明にも寄与した。しかし封泥それ自体は、8世紀に紙の使用が一般化すると衰退し、その代わりに蝋を用いて封をかける「封蝋」として生き残った。封蝋は重要な手紙の封緘や、条約締結書など最重要書類の署名を封じて改竄を防止するために使われていたが、現代では高級ワインボトルのラベルなど、装飾目的での使用が主である。

### 中国の封泥
中国でも、封泥は印章とともに広く使用された。
中国での封泥は、物品輸送の際の封緘や証明だけでなく公文書の封緘にも用いられた。紙が発明される以前、文書はすべて木簡・竹簡に書かれ、それを紐でつなぎ合わせて巻物状にして保存していた（簡冊）。通常は紐などでくくっていたが、公文書の場合は封泥が封緘に用いられた。木簡・竹簡は紙と違って削るだけで改竄が可能なため、厳重に封をかける必要があったのである。
中国の封泥も、やはり責任の所在を明らかにするために印が押された。この印は多くは自分の身分や職位を示すもので、官印であることが多い。古代の官印はこの役割が主で、印文がすべて白文（陰刻）なのも封泥に押捺した印影が浮き上がって見やすいためであった。
ちなみに、一概に封泥といっても、ただ単に粘土を貼りつけるものと、「検」と呼ばれる木片をくくりつけ、そこに粘土を貼りつけたものの2種類が存在した。後者の場合は封緘材というよりも、むしろ証明書としての役割が重視されている。
封泥は官印の使用が確認されている戦国時代から始まり、秦漢時代に最も流行した。
魏晋南北朝時代から紙が普及すると、封泥の使用は漸次に廃絶した。

## 研究と評価

### エジプトの封泥
パピルスが比較的劣化して見つからないため、封泥は貴重な文字資料である。

### 西アジア
使用開始がシュメールやアッシリアなどと極めて古い時代のことであり、考古学的研究が主である。物品輸送に関わる封泥は周辺各国との交易活動の証でもあり、古代の経済活動を明らかにするものとして関心を集めている。

### 中国
中国で封泥が初めて出土したのは清代末期の道光年間（1821〜1850）のことで、その後次々と出土するに至った。なお当初は印の鋳型だと思われていたという。
既に古印について研究の進んでいた考証学の学者や書家たちは、封泥に印が押されているのに注目し、印の研究のためこぞって封泥の蒐集と鑑賞、研究に力を入れた。実際、印章が著しく発達し、その意匠も独特な秦・漢印など古印の印影を留める封泥は、印の研究に貴重な史料を提供することとなった。研究も印章の研究と足並みをそろえて行われ、印譜と同じく封泥の影印を集めた本も出版された。
現在も印章研究の目的を主として、美術館や博物館などの学術機関を中心に蒐集され、鑑賞と研究が行われている。
なお元が粘土の塊であるため偽造しやすく、贋物が出回ることもままあるという。

## その他
江戸時代に筑前国で発見された漢委奴国王印は、封泥用の印であった可能性が指摘されている。